# Micronerita pulchella
Micronerita pulchella is een slakkensoort uit de familie van de Neritiliidae. De wetenschappelijke naam van de soort is voor het eerst geldig gepubliceerd in 2008 door Kano & Kase.